# Annalen des Historischen Vereins für den Niederrhein

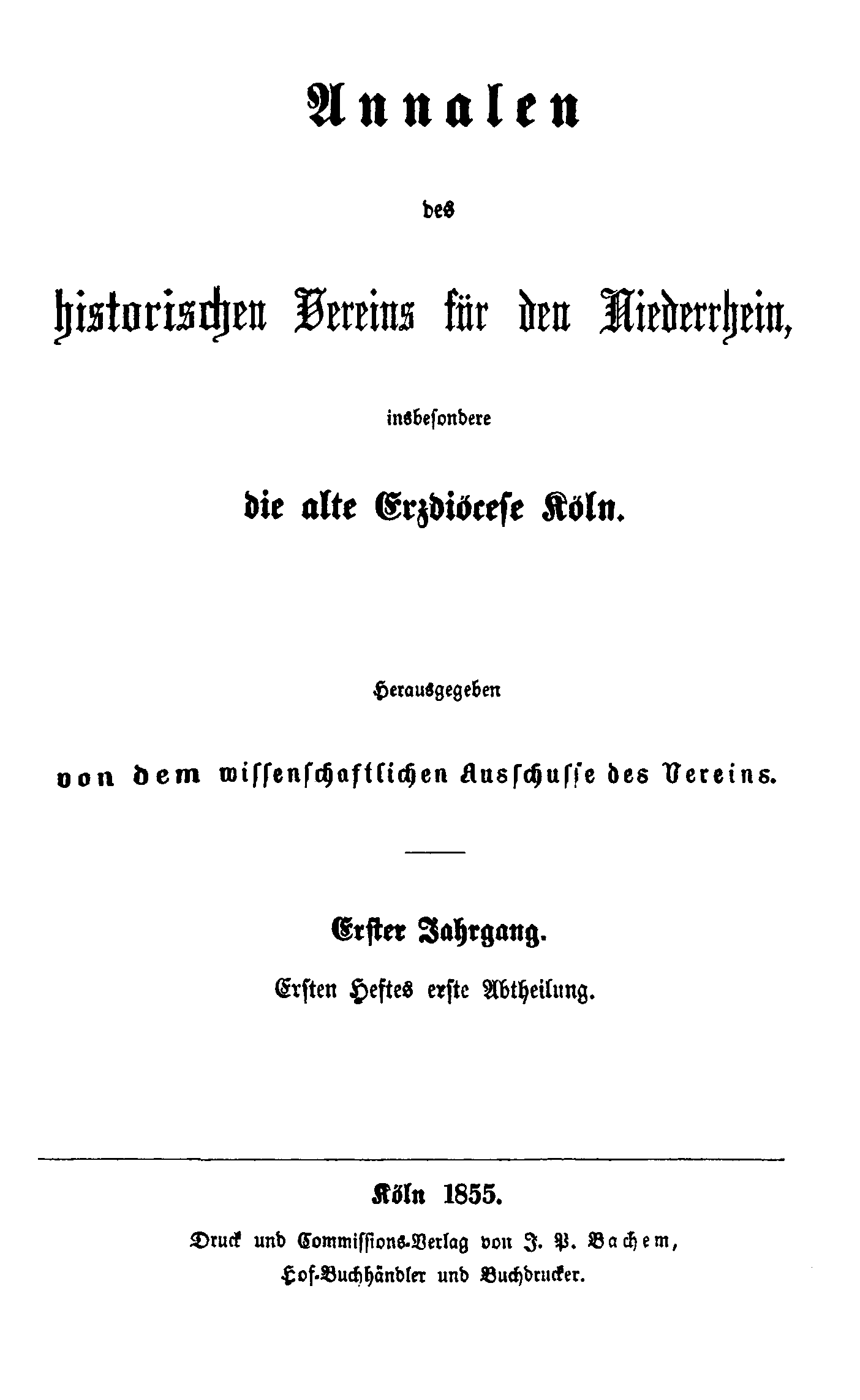
Titelblatt des ersten Hefts, 1855

Die Annalen des Historischen Vereins für den Niederrhein (kurz AHVN) sind eine historische Zeitschrift, die vom Historischen Verein für den Niederrhein herausgegeben werden.
Der erste Band erschien im Jahr 1855. Veröffentlicht werden in der Zeitschrift Aufsätze und Beiträge zu einzelnen Aspekten und Themen des niederrheinischen Kulturraums. Auch Werkstatt-Berichte erscheinen gelegentlich. Seit Heft 210 (2007) erscheint die Zeitschrift im Böhlau Verlag.
Die Annalen des Historischen Vereins für den Niederrhein gelten gemeinhin als wichtigstes Publikationsorgan zur rheinischen Landesgeschichte. Sie werden heute in Zusammenarbeit mit der Universität zu Köln redigiert.